# Пједимонте (Казерта)
Пједимонте (итал. Piedimonte) је насеље у Италији у округу Казерта, региону Кампанија.
Према процени из 2011. у насељу је живело 1620 становника. Насеље се налази на надморској висини од 40 м.